# Hysterothylacium marinum
Hysterothylacium marinum is een rondwormensoort uit de familie van de Anisakidae. De wetenschappelijke naam van de soort is voor het eerst geldig gepubliceerd in 1767 door (Linnaeus.